# Smilax bauhinioides
Smilax bauhinioides är en enhjärtbladig växtart som beskrevs av Carl Sigismund Kunth. Smilax bauhinioides ingår i släktet Smilax och familjen Smilacaceae. Inga underarter finns listade.